# Вулиця Сембратовичів (Львів)
Вулиця Сембратовичів — вулиця у Залізничному районі міста Львова. Сполучає вулиці  Городоцьку та Голубовича. 

## Історія та назва
Вулиця помітна на карті Львова 1783 року. У 1907—1943 роках — вулиця Каштелянська, під час німецької окупації, у 1943—1944 роках — Каштелянґассе. По війні, у липні 1944 року на нетривалий час повернена передвоєнна назва — вулиця Каштелянська і вже 1945 року перейменована на вулицю Перова, на честь російського живописця Василя Перова. Рішенням Львівської міської ради від 18 серпня 2022 року вулицю було перейменовано на пошану митрополитів Української греко-католицької церкви Йосифа та його небожа Сильвестра Сембратовичів.

## Забудова
Вулиця Сембратовичів забудована переважно три- та чотириповерховими будинками переважно у стилях класицизм, віденська сецесія та польський конструктивізм.
Житлові будинки на розі вулиць Городоцької, 78 та Сембратовичів, 4, 6 (колишні адреси — вул. Каштеляньска, 2, 4, 6), збудовані у 1910—1911 роках за проєктами архітекторів Ігнатія Віняжа та Генрика Сальвера у стилі пізньої орнаментальної сецесії, як чиншові (прибуткові) будинки родини Сассоверів. Наріжний будинок з вулицею Городоцькою спочатку мав адресу вул. Каштеляньска, 2, пізніше отримав нову адресу — вул. Грудецька, 42 (нинішня вул. Городоцька, 78) та належав Ользі Прухнік з Дорнгельмів, у 1935 році власником будинку був Ізраель Ерліх, у 1939 році — власник ресторану Пейсах Тенненбаум. У 1913—1920 роках власником будинку під № 4 була Барбара Туртельтауб, у 1935 році — Анна Грюнбаум, у 1939 році — Анна Гінсберг. Будинок під № 6 у 1911—1920 роках належав Адольфу Сассоверу, у 1935 році — Томашу Бруллю, у 1939 році — родині Вайнреб або Кальмус.

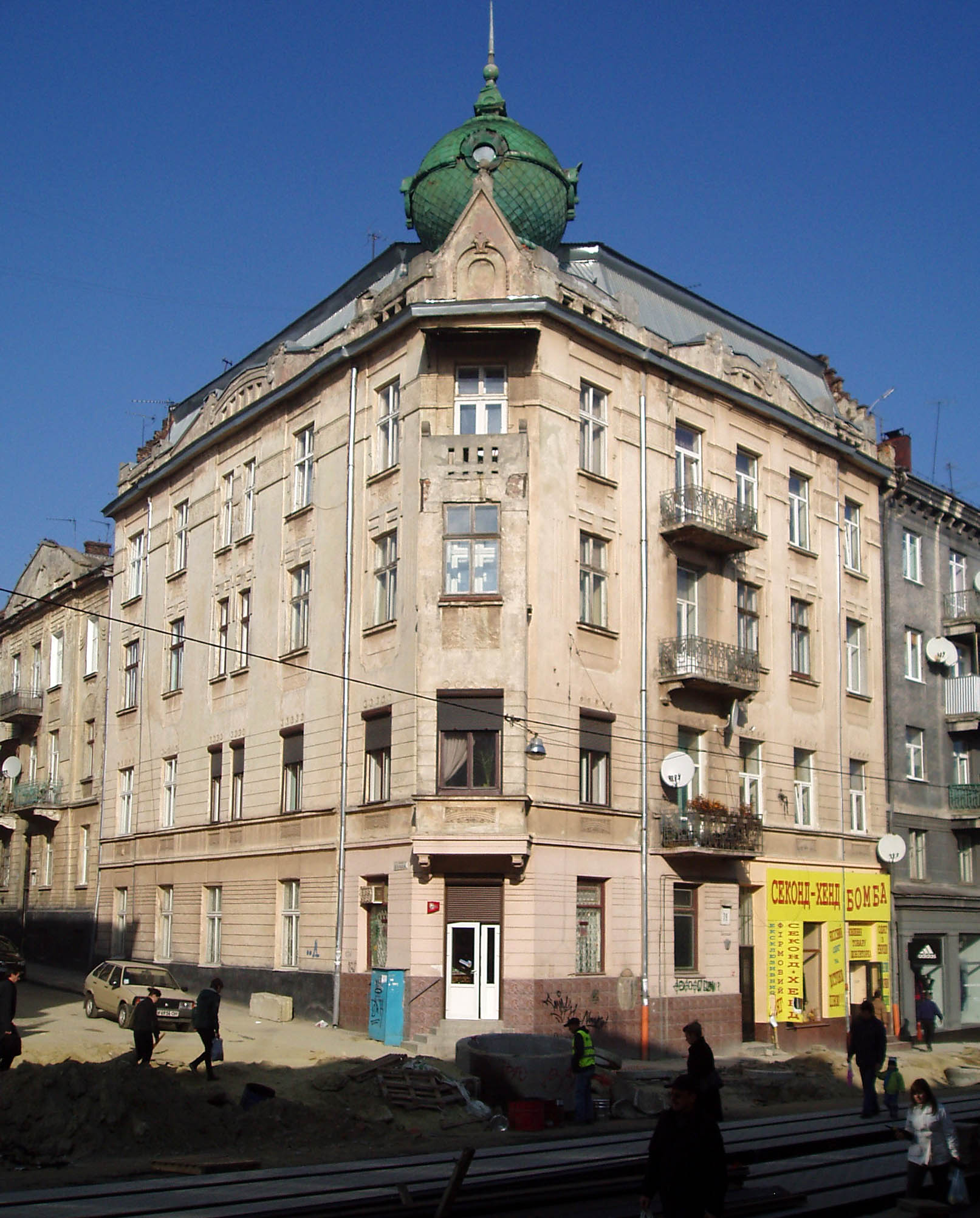
Прибутковий будинок Сассоверів (вул. Городоцька, 78, колишня адреса — вул. Каштеляньска, 2)
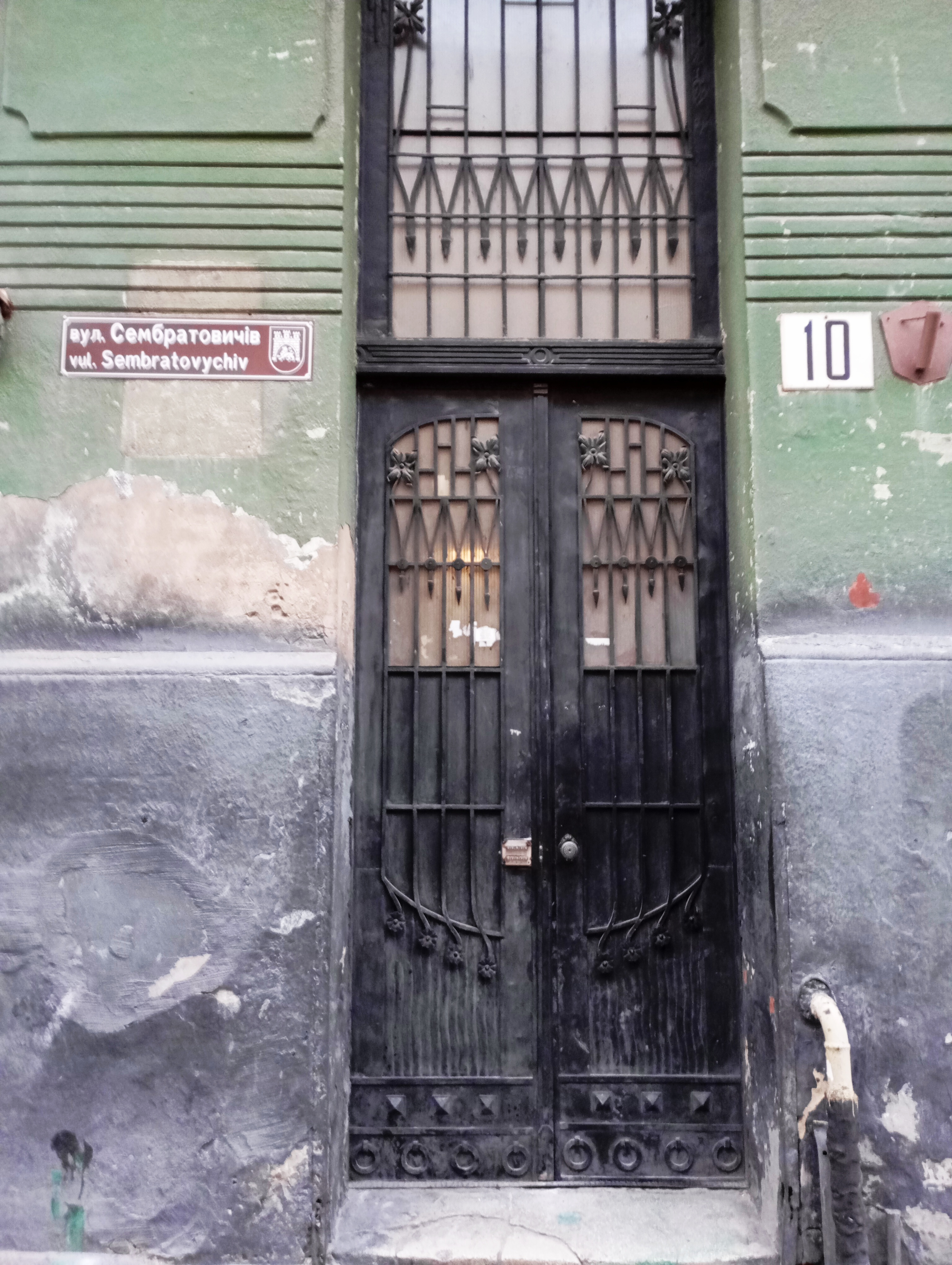
Портал будинку (вул. Семибратовичів, 10)